# オーストラリア森林火災 (2019年-2020年)
オーストラリア森林火災 （オーストラリアしんりんかさい）は、2019年9月より多発化し、2020年2月まで続いたオーストラリアの大規模森林火災。

## 概要
オーストラリアではほぼ毎年のように森林火災が発生しているが、特に2019年は、平均降水量が観測史上最も少なく空気が乾燥していたのに加え、平均気温も過去最高を記録し、12月には記録的な熱波が到来するなど、火災が発生・拡大しやすい条件が整っていた。2019年9月頃から南東部のニューサウスウェールズ州を中心に頻発するようになった森林火災は、乾燥・高温・強風の条件が重なり全国的に猛威を振るった。夏季のピークとなる1月・2月を前にして既に被害は甚大であり、2020年1月11日には、類焼面積10,700,000ヘクタール（107,000平方キロメートル）以上、建物被害5,900棟以上（うち住宅2,204棟以上）、死者29名にまで拡がった。
煙の害も深刻であった。森林火災から発生した大量の煙が都市部を覆い、呼吸困難を訴える患者が続出した。煙は海を越えてニュージーランドに到達し、上空を煙霧で覆った。さらに煙は太平洋を越え、12,000キロメートル離れた南アメリカのチリとアルゼンチンに到達し、ブラジルでも観測された。
また、大規模な森林火災は、オーストラリアに生息する貴重な野生動物にも深刻な影響をもたらしている。2020年1月8日に発表されたシドニー大学のクリス・ディックマン教授の試算によれば、既に哺乳類、鳥類、爬虫類など10億以上の生命が失われたと推定されている。大規模森林火災の影響は長く続くと予想され、生息地が焼失し餌の確保が困難になることから、生き残った動物たちの絶滅が危惧されている。
地域別の被害では、特にオーストラリア南東部での被害が大きい。ニューサウスウェールズ州では、2019年9月頃から大きな被害が出始めた。100件以上の森林火災が州内を席巻し、ノースコースト、ミッド・ノース・コースト、ハンター・リージョン、シドニー西端部のホークスベリー及びウロンディリー、ブルーマウンテンズ、イラワラ、サウスコースト、リベリナ、スノーウィー・マウンテンズなど多くの地域が大打撃を受けた。南隣のビクトリア州では、北東部から東部にかけての森林火災が手の付けられない状態となり、4週間にわたって燃え続け、広大な地域が焼き払われた。12月末、ついに火災は森林から出て犠牲者を生み、多くの町を脅かし、コリヨングとマラクータを孤立させた。州政府は、イースト・ギプスランドについて非常事態を宣言した。南オーストラリア州では、アデレード・ヒルズとカンガルー島で大規模な森林火災が発生した。クイーンズランド州南東部や西オーストラリア州南西部でも森林火災が発生しているが、ニューサウスウェールズ州やビクトリア州ほどの規模にはならなかった。タスマニア州や首都特別地域（ACT）でも一部の地域で森林火災が発生しているものの、少ない被害で済んでいる。
1月31日、ACT政府は17年振りとなる非常事態宣言を発令した。
同年2月14日までに、ニューサウスウェールズ州の消防当局が「全ての火災を封じ込めた」と事実上の制圧宣言をした。この火災によって、約5万匹いたといわれるコアラの内、約3万匹が死んだという。

## 各地域の状況

### ニューサウスウェールズ州
2月6日、ニューサウスウェールズ州は待望の豪雨に見舞われ、火災の三分の一がわずか一日で鎮火された。

#### サウスコースト
9月6日、州北部がすさまじく燃え上がる火災の脅威に見舞われた。ドレイク周辺のロング・ガリー・ロード（Long Gully Road）の火災は10月末まで燃え続け、2人が死亡、43棟の家屋が全焼・半壊した。マウント・マッケンジー・ロード（Mount McKenzie Road）の火災は、テンターフィールド郊外の南部にも燃え広がり、重傷者を1人出したほか、家屋5棟が全焼・半壊した。エボール周辺のビーズネスト（Bees Nest）の火災は、11月12日まで燃え続け、7棟の家屋を焼き尽くした。 

#### ミッドノースコースト
ヒルビル（Hillville）では、高温・強風という悪条件が重なったために火災が拡大し、北部の町のタリーで混乱が生じた。当地では、火災の脅威が一層高まる前に、児童や生徒を家へ送り届ける通学バスが早めに運航した。11月9日には、火災がオールドバーとワラビ岬（Wallabi Point）に達し、数多くの建物が脅威にさらされた。さらにその2日後にはティノニーやタリーサウスにまで到達し、タリーサービスセンター（Taree Service Centre）目前まで炎が迫った。消防飛行機は本サービスセンターを防護するために施設に水を投下した。その後、火災はわずかな間、ナビアックの方に燃え広がったが、風にあおられてフェイルフォード（Failford）の方に転進した。そのほか、レインボーフラット（Rainbow Flat）・Khappinghat・Kooringhat・パーフリートが被害を受けた。最終的に、313平方キロメートル（日本の自治体に置き換えると群馬県前橋市一個分）を燃やし尽くした。 
ディンゴトップス国立公園（Dingo Tops National Park）では、小火が非常事態宣言を発布する大火までになり、小さな村のボビンでは、多数の家屋と公立学校が火災で焼損する被害が出た 。  
2019年の世界ラリー選手権の最終ラウンドとして設けられていたラリー・オーストラリアは、11月14日から17日にかけて、コフスハーバーで開催される予定だったが、開催日の1週間前から火災が周辺地域に悪影響を与え始めた。状況の悪化に伴い、主催者は大会縮小に動き出したが、更なる状況悪化を受けて出場チームらから競技の中止を繰り返し求められ、開催目前の11月12日に開催中止が発表された。

#### ブルーマウンテンズとホークスベリー

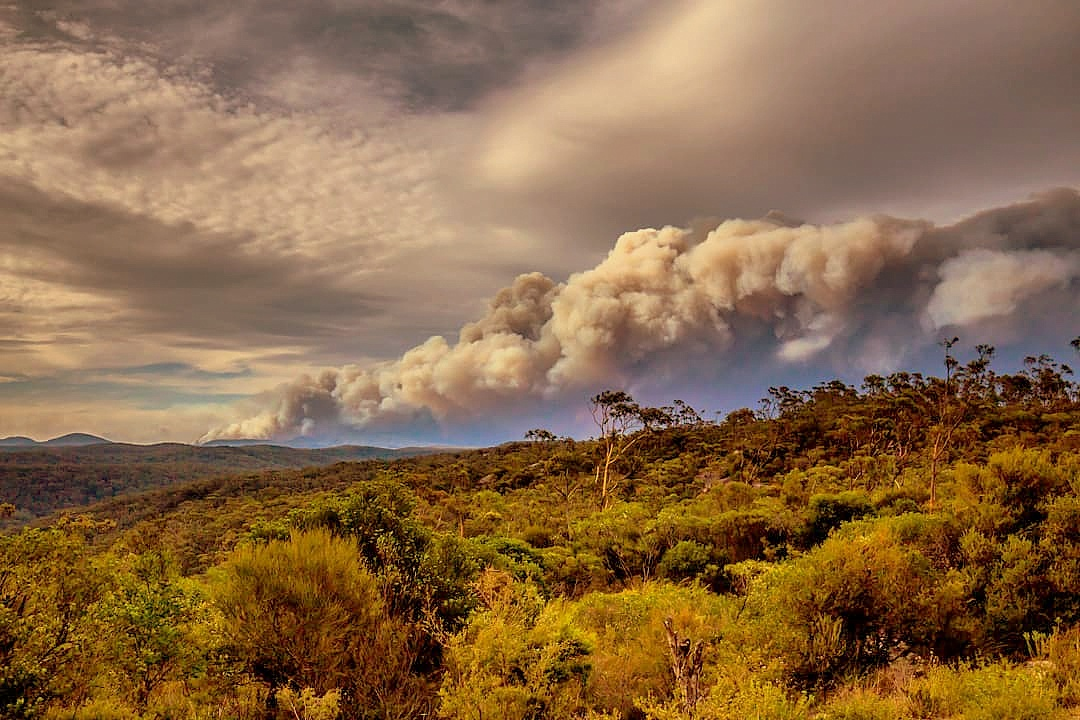
ゴスパーズ山の火災（2019年12月撮影）

11月にウォレマイ国立公園のゴスパーズ山で大規模な火災が発生し、4970平方キロメートル（日本の自治体に置き換えると福岡県一個分）が焼き尽くされ、ホークスベリーとリスゴー地域の家屋が火災の脅威にさらされた。この火災は、セントラル・コースト・カウンシル方向に燃え広がり、ワイズマンズフェリーをはじめとする家屋が火災に巻き込まれるのではないかと予想された。 

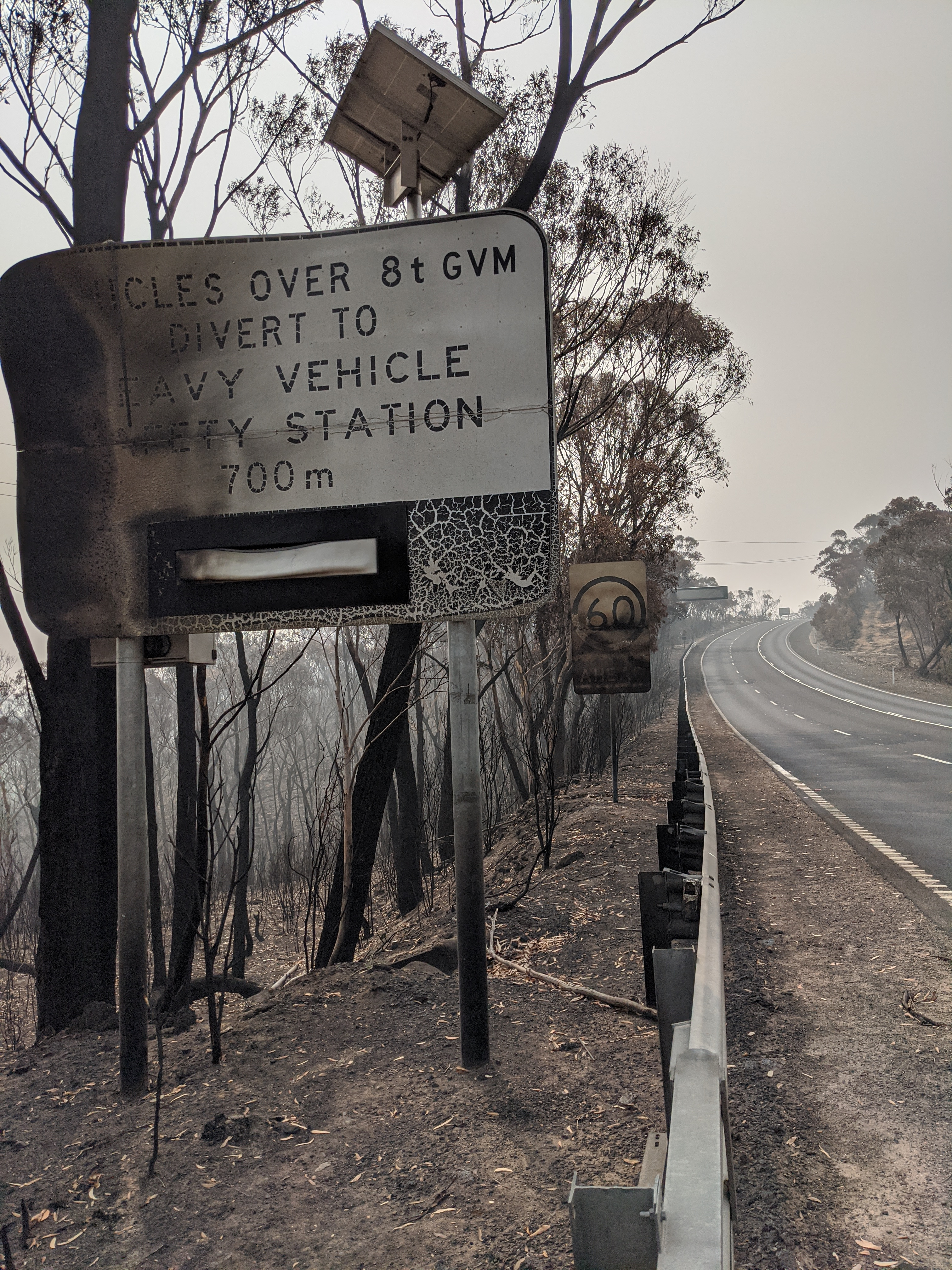
ベルズ・ライン・オブ・ロード沿いの焼損した道路標識

ブルーマウンテンズをゴスパーズ山の山火事から守るため、消防隊は12月14日にマウント・ウィルソンとマウント・アーバインで計画的な野焼きを敢行した。しかし、過剰な燃料と不安定な気象条件がために、計画的だったはずの野焼きは急速に管理できなくなり、マウント・ウィルソンとマウント・アーバインの家屋を火災の危険にさらすこととなってしまった。火災は最終的にマウント・アーバイン・ロード（Mount Irvine Road）を12月15日に飛び越えて、マウント・トーマ、ベランビング、ビルピンに燃え移った。この火災により、これらの地域の多くの家屋や建造物が焼失した。 

## 国内の対応

### 軍
オーストラリア国防省は、この火災に対応する為、統合任務部隊を編成し、陸海空軍が合同で各地消防当局と共に被災者救援に当たる「ブッシュファイア（原野火災）・アシスト」作戦を発動した。
オーストラリア空軍は、各地消防当局が保有する消防機の運用のサポートや物資の輸送を行った。陸軍は、各地消防当局と連携して消防活動に従事するとともに、ヘリコプター部隊を派遣し物資の輸送任務にあたった。また、海軍は、ドック型揚陸艦チョールズ、強襲揚陸艦アデレード、キャンベラ、航空訓練艦シカモアをマラクータ沖に派遣し、被災者の救援に当たった。

## 国外の反応

### アメリカ合衆国
アメリカ合衆国からは、内務省の消防士20名がオーストラリアに派遣され、消火活動の支援に従事した。アメリカ合衆国からは、その他からも消防士が支援に参加している。

### カナダ
カナダは、カナダ諸機関合同森林火災センター（Canadian Interagency Forest Fire Centre）を介して消防士を派遣しているが、第4次派遣までに配置についた消防士の総数は87名にのぼる。カナダの消防隊員が、オーストラリアに配備されるのは、2009年以来のことであった。

### 日本
この火災に対し防衛省は、2020年1月15日、航空自衛隊C-130を2機派遣すると発表した。同日に隊員約80名が小牧基地（愛知県）を出発し、既に現地に派遣された隊員8名と共に人員や物資の輸送に当たる。自衛隊幹部は「オーストラリア軍には東日本大震災の際、輸送支援してもらっており、今回は恩返しの意味も込めて支援したい」と話した。

### ニュージーランド
ニュージーランドは消防隊員150人以上のほか、ヘリコプターや軍関係者を投入。

### フィジー
フィジーは、フィジー軍人道支援・災害救助小隊と専門家を派遣し、オーストラリア森林火災の復興支援に従事させた。

### フランス
2020年1月6日、フランス大統領エマニュエル・マクロンは声明を発表し、森林火災への対応について支援の用意があることを表明した。フランスやヨーロッパ諸国による支援に向けて実施可能な方策を定めるために、1月9日、5名からなる消防の専門家チームがオーストラリアに到着した。

### マレーシア
2020年1月5日、マレーシア副首相ワン・アジサが声明を出し、援助を表明した。1月13日、マレーシアから40名以上の消防士が正式に配備され、消火の支援にあたった。また、政府機関から20名が増派され、支援任務に従事することとなっている。

## 影響

### スポーツ
2019年11月に同年の世界ラリー選手権（WRC）最終戦として開催予定だったラリー・オーストラリアは、この火災の影響を受け「競技の安全性が確保できない」として中止となった。
2020年全豪オープンテニスの練習セッション（2020年1月14日）にて、スロベニアのダリア・ジャクポビックがスイスのシュテファニー・フェーゲレとの試合途中、大気汚染の影響で胸を抑えて屈みこみ、途中棄権した。ジャクポビックはCNNに対し、「試合全体を通じて、呼吸するのがとても難しかった。20分後にはすでに厳しくなっていた」と述べた。 大会主催者は「今後の対応は医療チームと気象当局、州政府と緊密に協議して決める」とした。

### ラクダの殺処分
BBCニュースをはじめ複数のメディアがオーストラリア政府がラクダの殺処分 (Culling)を行ったと報じた。発端は南オーストラリア州の先住民保護地区であるアナング＝ピチャンチャチャラ＝ヤンクニチャチャラ (ウルルの近く、マスグレイヴ山脈付近に居住するオーストラリアの先住民)で、野生のラクダの群れが水を求めて彼らの町に侵入しようとしていたところを彼らの代表が政府に報告し、南オーストラリア州の環境省から派遣されたプロのスナイパーらがヘリコプターに乗り込みラクダを射殺した。2020年1月8日に5日間に渡る掃討作戦が実行され、これは南オーストラリア州史上最大規模のラクダ掃討作戦となった。殺処分されたラクダの数は4,000頭から5,000頭に上り、動物福祉の最大限の規範に則って実行したという。もっとも、乾期が長引くと在来種の野生生物には問題がなくても、野生のラクダにとっては極度の苦痛に繋がる為安楽死の目的もありラクダを殺処分したのであると推測できる。
カンピに住んでいるマリタ・ベーカー (Marita Baker)はBBCニュースのインタヴューに対し"ラクダが水を求めて通りをうろついていたのよ。幼い子供たちの安全が心配だわ。"と応じた。なお、野生の馬もこの掃討作戦の巻き添えを食らう恐れがあるとBBCニュースは報じた。

### 日本の気象
東京大学先端科学技術研究センター教授の中村尚によると、この火災によってオーストラリアの降水量が減少し、日本への寒気の吹き出しを弱めかねず、暖冬を招くおそれもあるという。それによって地球温暖化を促しかねないとのこと。

### オーストラリアの経済
地元メディアによるとオーストラリアの経済的損失は観光業だけで45億オーストラリアドル、日本円で約3400億円に達するという。